# Germanska språk
|  | Gräns mellan nord- och västgermanska språk. |

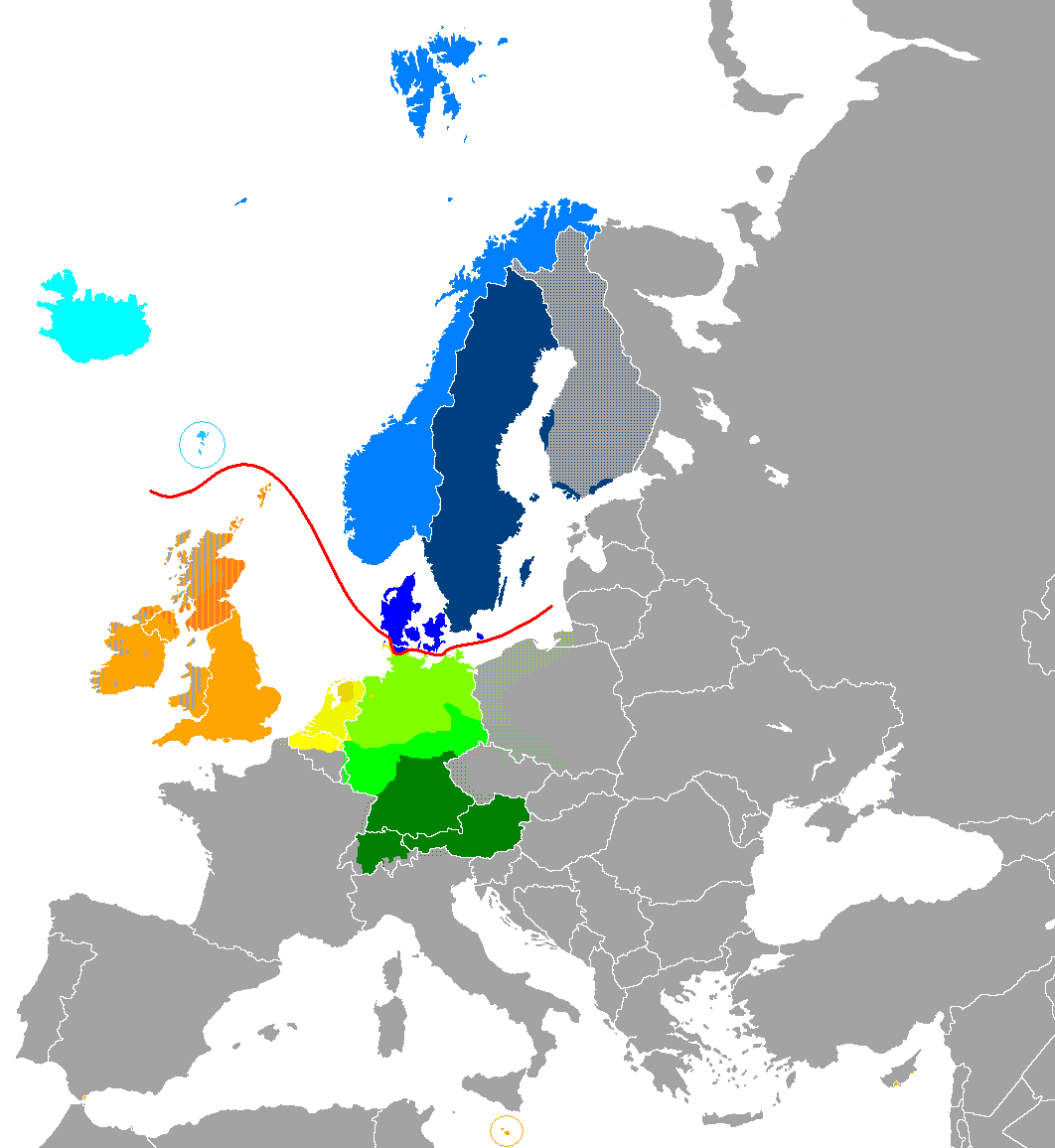
De germanska språken i Europa
Nederländska
Lågtyska
Centraltyska
Högtyska
Engelska (insulära anglo-frisiska)
Frisiska (kontinentala anglo-frisiska)
Östnordiska
Västnordiska

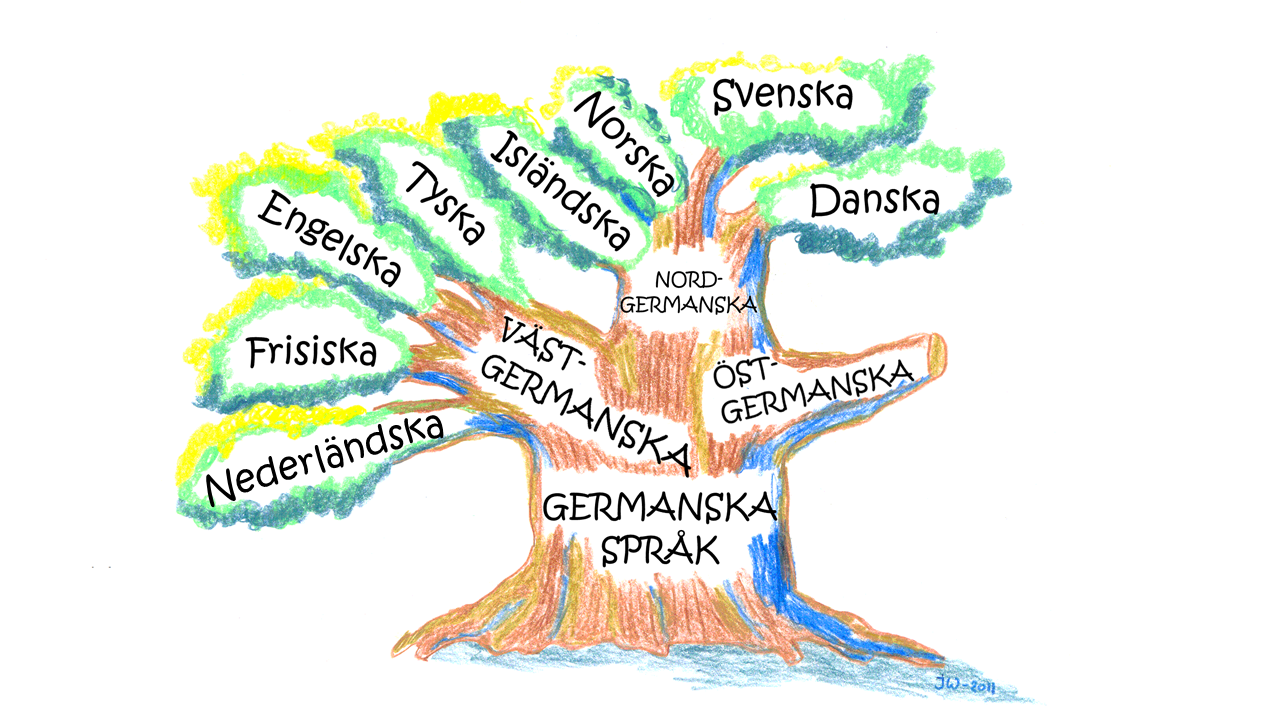
Förenklat språkträd för germanska språk.

De germanska språken är en av grenarna i den indoeuropeiska språkfamiljen. De största germanska språken är de västgermanska språken engelska och tyska, med ca 340 respektive 100 miljoner modersmålsanvändare vardera. Totalt i världen finns över 600 miljoner modersmålsanvändare. 
Andra betydande språk innefattar ett flertal västgermanska språk (däribland nederländska och afrikaans) och de nordiska eller nordgermanska språken (framförallt svenska, danska och norska). SIL Ethnologue uppger att det finns 53 olika germanska språk och dialekter.
Förutom språkgrupperna nordiska språk och västgermanska språk (engelska, tyska, nederländska, frisiska m.fl.), fanns en östgermansk grupp, nämligen de utdöda gotiska språken. Det sista av dessa språk var krimgotiska som dog ut på 1700-talet.
De germanska språkens gemensamme förfader är urgermanska, som antagligen talades under tidig nordeuropeisk järnålder. Urgermanskan och alla dess efterkommande utmärker sig genom ett antal unika lingvistiska företeelser. Den mest kända är antagligen konsonantförskjutningen, känd som Grimms lag. Tidiga germanska dialekter kommer in i historien tillsammans med de germanska folk som bosatte sig i Nordeuropa längs Romarrikets gräns från 100-talet e.Kr.

## Särdrag från några germanska språk
De germanska språken skiljer sig från varandra i högre grad än vad som är fallet inom en del andra språkfamiljer, som till exempel de romanska eller slaviska språken. I grova drag skiljer sig de germanska språken från varandra i fråga om hur konservativa eller progressiva de är vad gäller en generell utveckling mot att bli analytiska. Vissa, såsom tyska, färöiska och isländska, har bevarat mycket av sin invecklade flekterande morfologi, ett arv från urindoeuropeiskan. Andra, som till exempel engelska, svenska och afrikaans, har rört sig mot en till stor del analytisk struktur.
Ett särdrag, som återfinns i alla germanska språk utom engelska, är V2-ordföljd, något som är en ganska ovanlig lingvistisk företeelse. Engelskan har till största del ersatt denna struktur med en komplett SVO-ordföljd.
De flesta germanska språk har ganska invecklade vokalsystem och ett stort antal fonem.

## Skrift
De tidigaste spåren från germanska är från namn, som nedtecknades av Tacitus under första århundradet e.Kr., och vid ett tillfälle på 100-talet f.Kr., på en inskription på den så kallade Negauhjälmen.
Från omkring 100-talet e.Kr. utvecklade talare av tidiga germanska dialekter den äldre futharken. Tidiga runinskriptioner är också starkt begränsade till personnamn och är därför svåra att tolka. Det gotiska språket skrevs med det gotiska alfabetet som utvecklades av biskop Wulfila till hans bibelöversättning på 300-talet e.Kr. (se Silverbibeln). Senare började kristna präster och munkar, som skrev och talade latin förutom sina germanska modersmål, skriva de germanska språken med något modifierade latinska bokstäver, bortsett från i Skandinavien, där runskriften fortsatte att vara i bruk fram på medeltiden, men i vissa delar som exempelvis Gotland och Älvdalen användes runor till viss del så långt fram som på 1700-talet.
Som ett tillägg till standardvarianten av det latinska alfabetet utvecklade flera germanska språk ett flertal olika diakritiska tecken och extrabokstäver, som till exempel Ä, Ö, Ü, ß (Eszett eller dubbel-s), IJ, Ø, Æ, Å, Ð, Ȝ, och Þ och Ƿ från runskriften. Äldre danska, svenska, norska och tyska skrevs vanligtvis med olika varianter av frakturstil. Detsamma gäller äldre finska även om det inte är frågan om ett germanskt språk.
Jiddisch använder det hebreiska alfabetet.

## Lingvistiska markörer
Några unika särdrag hos de germanska språken är:
1. Nedbrytningen av indoeuropeiskans tempussystem till dåtid och nutid
2. Användandet av en dental ändelse (/d/ eller /t/) istället för en vokaländring (avljud) för att markera dåtid. Se: germanska svaga verb.
3. Förekomsten av två olika typer av verbböjning: svag (genom att använda dentala ändelser) och stark (genom att använda avljud). Engelskan har 161 starka verb; nästan alla av dem är av fornengelskt ursprung. Se: västgermanska starka verb.
4. Åtskillnaden av stark och svag adjektivböjning. Moderna engelska adjektiv böjs enbart efter komparation. Detta var inte fallet med fornengelskan, där adjektiv böjdes olika beroende på om de föregicks av en artikel eller en demonstrativ.
5. Konsonantförskjutningen känd som Grimms lag.
6. Betoningsförskjutningen till ordstammens rot. Även om engelskan har en oregelbunden betoning så har inhemska ord nästan alltid en fast betoning oavsett vad som läggs till dem. Detta är antagligen den allra viktigaste förändringen.

En omstridd hypotes är den germanska substrathypotesen som antar att ett antal ord med etymologier som är svåra att koppla samman med andra indoeuropeiska familjer, men varav varianter förekommer i nästan alla germanska språk, skulle peka på ett icke-indoeuropeiskt substratspråk bakom den germanska språkgruppen. Inga hittills utgivna etymologiska ordböcker stöder hypotesen.
Alla germanska språk tros härstamma från ett hypotetiskt urgermanskt språk, vilket utsatts för ljudförskjutningarna från Grimms lag och Verners lag. Dessa ägde antagligen rum under Nordeuropas järnålder från ca 400-talet f.Kr., men andra gemensamma innovationer som delar germanskan från urindoeuropeiskan pekar på en möjlig gemensam historia för pre-urgermansktalande genom den nordiska bronsåldern.
Från sitt första uppträdande är de germanska dialekterna uppdelade i tre grupper, väst-, öst- och nordgermanska språk. Deras exakta förhållande till varandra är svårt att avgöra från den lilla samling runinskrifter som finns och de förblev inbördes begripliga genom folkvandringen vilket gör att det är svårt att klassificera vissa självständiga dialekter.
Den äldsta sammanhängande germanska texten som bevarats är den gotiska översättningen av Nya testamentet från 300-talet e.Kr. av Wulfila. Tidiga skrift på västgermanska språk är på fornhögtyska och fornengelska och härstammar från 800-talet e.Kr. Nordgermanska förekommer endast på utspridda runinskriptioner, då i form av urnordiska, ända fram tills det utvecklades till fornnordiska runt år 800.
Längre runinskriptioner har dock överlevt från 700- och 800-talet (Eggjumstenen, Rökstenen). Längre texter på det latinska alfabetet förekommer från 1100-talet (Isländingaboken), och viss skaldpoesi verkar komma från så tidigt som 800-talet e.Kr.
Runt 900-talet hade dialekterna särat så mycket på sig att det blev svårt för germanerna att förstå varandra sinsemellan. Vikinganybyggarnas kontakter med de anglosaxiska engelsmännen i Danelagen tros ha bidragit till den fornengelska grammatikens kollaps, vilket resulterade i medelengelskan som dateras från 1100-talet.
De östgermanska språken förlorade sin betydelse runt slutet av folkvandringarna. Burgunderna, goterna och vandalerna blev lingvistiskt assimilerade av sina respektive grannar runt 600-talet, endast krimgotiskan blev kvar ända fram till 1700-talet, då även den dog ut.
Under 600-talet separerades de västgermanska språken bland annat genom engelskans isolerade utveckling på sin ö. I de södra och mellersta germansktalande delarna av Europa uppkom den högtyska konsonantförskjutningen, vilket resulterade i att fornhögtyska, tillsammans med vissa centraltyska dialekter, skildes från fornsaxiska. Från äldre modern tid hade detta utvidgats med betydande skillnader, från högalemanniska i söder till nordnedersaxiska, nederländska och frisiska i norr. De nordliga västgermanska språken har förblivit oberörda av konsonantförskjutningen men har förenklat sitt vokalsystem.
De nordgermanska språken å andra sidan har förblivit mycket mer enhetliga, och även idag kan talarna av svenska, norska och danska i varierande grad förstå varandra sinsemellan.

## Klassificering
Notera att uppdelningen mellan undergrupperna sällan är precisa; de flesta övergår i varandra och har dialekter som fortfarande är begripliga för talare av ett annat språk.
| Järnåldern 500 f.Kr.–200 e.Kr. | Urgermanska              | Urgermanska              | Urgermanska           | Urgermanska           | Urgermanska            | Urgermanska        | Urgermanska    | Urgermanska                    | Urgermanska                           |
| Järnåldern 500 f.Kr.–200 e.Kr. | Östgermanska             | Östgermanska             | Västgermanska         | Västgermanska         | Västgermanska          | Västgermanska      | Västgermanska  | Västgermanska                  | Nordgermanska                         |
| Järnåldern 500 f.Kr.–200 e.Kr. | Sydgermanska             | Sydgermanska             | Sydgermanska          | Sydgermanska          | Sydgermanska           | Sydgermanska       | Anglofrisiska  | Anglofrisiska                  | Nordgermanska                         |
| Folkvandringstiden 200–700     | Gotiska,                 | Langobardiska            | Langobardiska         |                       | Fornfrankiska          | Fornsaxiska        | Fornfrisiska   | Fornengelska                   | Urnordiska                            |
| Folkvandringstiden 200–700     | Vandaliska, Burgundiska, | Vandaliska, Burgundiska, | Fornhögtyska          | Fornhögtyska          | Fornfrankiska          | Fornsaxiska        | Fornfrisiska   | Fornengelska                   | Urnordiska                            |
| Äldre medeltid 700–1100        |                          |                          | Fornhögtyska          | Fornhögtyska          | Fornlågfrankiska       | Fornsaxiska        | Fornfrisiska   | Fornengelska                   | Fornnordiska                          |
| Medeltiden 1100–1500           |                          |                          | Medelhögtyska         | Medelhögtyska         | Medelnederländska      | Medellågtyska      | Fornfrisiska   | Medelengelska                  | Fornvästnordiska, fornöstnordiska     |
| Äldre modern tid 1500–1700     | Krimgotiska              | Krimgotiska              | Äldre modern högtyska | Äldre modern högtyska | Nederländska dialekter | Lågtyska dialekter | Medelfrisiska  | Äldre modern engelska          | Västnordiska språk, östnordiska språk |
| Modern tid 1700 till nutid     | Utslocknad gren          | Utslocknad gren          | Högtyska dialekter    | Högtyska dialekter    | Nederländska dialekter | Lågtyska dialekter | Frisiska språk | Engelska dialekter, lågskotska | Västnordiska språk, östnordiska språk |

### Språkträd
- Västgermanska språk
  - Högtyska språk
    - Tyska
      - Centraltyska
        - Mellantyska
          - Luxemburgiska
          - Pennsylvanientyska (talas av amish och andra grupper i sydöstra Pennsylvania)
          - Östmellantyska
            - Wymysöriska

        - Högtyska
          - Unserdeutsch

        - Jiddisch

      - Övertyska
        - Alemanniska
          - Schwabentyska
          - Lågalemanniska
            - Alsatiska

          - Högalemanniska
            - Schweizertyska

        - Bayerska
          - Zimbriska

  - Lågtyska språk
    - Lågtyska
      - Nordlågsaxiska
      - Westfaliska
      - Ostfaliska

    - Lågfrankiska
      - Nederländska
        - Afrikaans

      - Limburgiska

  - Anglo-frisiska språk
    - Frisiska språk
      - Västfrisiska
      - Saterfrisiska
      - Nordfrisiska

    - Engelska språk
      - Engelska
      - Lågskotska
- Nordgermanska språk
  - Västnordiska (Öskandinaviska)
    - Norska dialekter som står nynorskan närmast.
    - Isländska
    - Färöiska
    - Norn (Utdött)
    - Jämtska

  - Östnordiska (Halvöskandinaviska)
    - Danska
    - Norska dialekter som står bokmålet närmast.
    - Svenska

  - Gutniska
  - Älvdalska

## Jämförelse

### Ordförråd
Flera av dessa ord har genomgått en betydelseförskjutning. Till exempel har urgermanskans *sterbaną utvecklats till tyskans 'sterben' (dö) men engelskans 'starve' (svälta).
| Urgermanska                  | Fornengelska     | Engelska   | Frisiska (västfrisiska) | Nederländska | Lågtyska      | Högtyska    | Gotiska | Isländska       | Färöiska        | Svenska        | Danska         | Norska (bokmål) | Norska (nynorska) |
| ---------------------------- | ---------------- | ---------- | ----------------------- | ------------ | ------------- | ----------- | ------- | --------------- | --------------- | -------------- | -------------- | --------------- | ----------------- |
| *Ainaz                       | Ān               | One        | Ien                     | Een          | Een           | Eins        | Áins    | Einn            | Ein             | En             | En             | En              | Ein               |
| *Aldaz                       | Ald              | Old        | Âld                     | Oud          | Oll           | Alt         | Alþeis  | (eldri, elstur) | (eldri, elstur) | (äldre, äldst) | (ældre, ældst) | (eldre, eldst)  | (eldre, eldst)    |
| *Apalją                      | Æppel            | Apple      | Apel                    | Appel        | Appel         | Apfel       | Aplus   | Epli            | Epli            | Äpple          | Æble           | Eple            | Eple              |
| *Bōkō                        | Bóc              | Book       | Boek                    | Boek         | Book          | Buch        | Bōka    | Bók             | Bók             | Bok            | Bog            | Bok             | Bok               |
| *Breustą                     | Brēost           | Breast     | Boarst                  | Borst        | Bost          | Brust       | Brusts  | Brjóst          | Bróst           | Bröst          | Bryst          | Bryst           | Bryst             |
| *Brūnaz                      | Brūn             | Brown      | Brún                    | Bruin        | Bruun         | Braun       | Bruns   | Brúnn           | Brúnur          | Brun           | Brun           | Brun            | Brun              |
| *Burdą                       | Bord             | Board      | Boerd                   | Bord         | Boord         | Brett       | Baúrd   | Borð            | Borð            | Bord           | Bræt           | Bord            | Bord              |
| *Dagaz                       | Dæg              | Day        | Dei                     | Dag          | Dag           | Tag         | Dags    | Dagur           | Dagur           | Dag            | Dag            | Dag             | Dagg              |
| *Daudaz                      | Déað             | Dead       | Dea                     | Dood         | Dood          | Tod         | Dauþs   | Dauður          |                 | Död            | Død            | Død             | Daud              |
| *Fingraz                     | Finger           | Finger     | Finger                  | Vinger       |               | Finger      | Figgrs  | Fingur          | Fingur          | Finger         | Finger         | Finger          | Finger            |
| *Ganōgaz                     | ġenōġ            | Enough     | Genôch                  | Genoeg       | Noog          | Genug       | Ganōhs  | Nóg             | Nóg/ Nógmikið   | Nog            | Nok            | Nok             | Nok               |
| *Gebaną                      | Giefan           | Give       | Jaan                    | Geven        | Geven         | Geben       | Giban   | Gefa            | Geva            | Giva           | Give           | Gi              | Gje               |
| *Glasą                       | Glæs             | Glass      | Glês                    | Glas         | Glas          | Glas        |         | Gler            | Glas            | Glas           | Glas           | Glass           | Glas              |
| *Gulþą                       | Gold             | Gold       | Goud                    | Goud         | Gold          | Gold        | Gulþ    | Gull            | Gull            | Guld / Gull    | Guld           | Gull            | Gull              |
| *Habudą                      | Hēafod           | Head       | Holle                   | Hoofd        | Hööft         | Haupt       | Háubiþ  | Höfuð           | Høvd/Høvur      | Huvud          | Hoved          | Hode            | Hovud             |
| *Haimaz                      | Hām              | Home       | Hiem                    | Heim         |               | Heim        | Háimōþ  | Heim            | Heim            | Hem            | Hjem           | Hjem            | Heim              |
| *Handuz                      | Hand             | Hand       | Hân                     | Hand         | Hand          | Hand        | Handus  | Hönd            | Hond            | Hand           | Hånd           | Hånd            | Hand              |
| *Hauhaz                      | Hēah             | High       | Heech                   | Hoog         | Hoog          | Hoch        | Háuh    | Hár             | Høg/ur          | Hög            | Høj            | Høy             | Høg               |
| *Hôkanaz                     | Hōc/Ancgil       | Hook       | Heak                    | Haak         | Haak          | Haken       |         | Krókur          | Krókur / Ongul  | Hake / Krok    | Hage / Krog    | Hake / Krok     | Hake / Krok       |
| *Hūsą                        | Hūs              | House      | Hûs                     | Huis         | Huus          | Haus        | Hūs     | Hús             | Hús             | Hus            | Hus            | Hus             | Hus               |
| *Hwaz                        | Hwā              | Who        | Wa                      | Wie          | Wokeen        | Wer         | Ƕas     | Hver            | Hvør            | Vem            | Hvem           | Hvem            | Kven              |
| *Maniga                      | Maniġ            | Many       | Mannich                 | Menige       | Mennig        | Manch       | Manags  | Margir          | Mangir          | Många          | Mange          | Mange           | Mange             |
| *Mênô                        | Mōna             | Moon       | Moanne                  | Maan         | Maan          | Mond        | Mēna    | Máni            | Máni            | Måne           | Måne           | Måne            | Måne              |
| *Nahts                       | Niht             | Night      | Nacht                   | Nacht        | Natt/ Nacht   | Nacht       | Nahts   | Nótt            | Nátt            | Natt           | Nat            | Natt            | Natt              |
| *Ne                          | Nā/Nese          | No         | Nee                     | Nee(n)       | Nee           | Nein/Nö/Nee | Nē      | Nei             | Nei             | Nej            | Nej            | Nei             | Nei               |
| *Snaiwaz                     | Snāw             | Snow       | Snie                    | Sneeuw       | Snee          | Schnee      | Snáiws  | Snjór           | Snjógvur        | Snö            | Sne            | Snø             | Snø               |
| *Stainaz                     | Stān             | Stone      | Stien                   | Steen        | Steen         | Stein       | Stáins  | Steinn          | Steinur         | Sten           | Sten           | Sten            | Stein             |
| *Sterban / *Swiltan / *Dîwan | Steorfan/Sweltan | Die/Starve | Stjerre                 | Sterven      | Döen/ Starven | Sterben     | Diwan   | Deyja           | Doyggja         | Dö             | Dø             | Dø              | Døy               |
| *Twai                        | Twēgen           | Two        | Twa                     | Twee         | Twee          | Zwei/Zwo    | Twái    | Tveir           | Tveir (/ Tvá)   | Två            | To             | To              | To                |
| *Þat                         | Þæt              | That       | Dat                     | Dat, Die     | Dat (Dit)     | Das         | Þata    | Það             | Tað             | Det            | Det            | Det             | Det               |
| *Wurmaz, -iz                 | Wyrm             | Worm       | Wjirm                   | Wurm, Worm   | Worm          | Wurm        | -       | Ormur           | Ormur           | Orm            | Orm            | Orm             | Orm**             |

1. ↑  Motsvarigheten betyder 'potatis'. Det korrekta ordet är 'Súrepli'.
2. ↑  Föråldrat, används endast i sammansatta ord som 'heimwee' (hemlängtan).
3. ↑  Betyder 'orm', inte 'mask' som övriga ord.

Uttalsnoter:
- Streck över en vokal, till exempel ā, betyder att den är lång.
- þ uttalas som th i modern engelska.